# Glenn Freemantle
Glenn Freemantle (Uxbridge, Regne Unit, 20 de maig de 1959) és un muntador i dissenyador de so britànic.
Va començar l'aprenentatge com a editor de so als 16 anys. Va escollir la indústria del cinema perquè no era bo a l'escola. Al principi va fer curtmetratges, cosa que era lògic per a ell, ja que el seu pare treballava en aquesta indústria.
Fou nominat als Premis Oscar de 2008 a la millor edició de so pel seu treball a la pel·lícula Slumdog Millionaire. Va rebre una segona candidatura i finalment la va obtenir a la mateixa categoria per Gravity als premis Oscar de 2013.
Ha participat a més de 130 pel·lícules des del seu inici el 1981.

## Filmografia (parcial)
- 1983: Yentl de Barbra Streisand
- 1985: Legend de Ridley Scott
- 1986: F/X de Robert Mandel
- 1991: No sense la meva filla de Brian Gilbert
- 1991: Escolteu la meva cançó de Peter Chelsom
- 1995: Backbeat d'Iain Softley
- 1997: Spiceworld: La pel·lícula de Bob Spiers
- 1999: Cap d'esquadró de Chris Roberts
- 2001: El diari de Bridget Jones de Sharon Maguire
- 2003: Johnny English de Peter Howitt
- 2003: Love Actually de Richard Curtis
- 2005: Nanny McPhee de Kirk Jones
- 2005: V de Vendetta d'Andy et Larry Wachowski
- 2007: La brúixola daurada (The Golden Compass) de Chris Weitz
- 2008: Slumdog Millionaire de Danny Boyle et Loveleen Tandan
- 2010: Nanny McPhee and the Big Bang de Kirk Jones
- 2010: 127 Hoursde Danny Boyle
- 2012: Dredd de Pete Travis
- 2013: Gravity d'Alfonso Cuarón
- 2014: Paddington de Paul King
- 2014: The Theory of Everything de James Marsh
- 2015: Ex Machina d'Alex Garland
- 2015: Hitman: Agent 47 d'Aleksander Bach
- 2015: Everest de Baltasar Kormákur
- 2015: Steve Jobs de Danny Boyle
- 2016: Tarzan de David Yates
- 2016: Bèsties fantàstiques i on trobar-les de David Yates
- 2016: Bridget Jones's Baby de Sharon Maguire
- 2017: T2 Trainspotting de Danny Boyle

## Premis
- 2009: Premi BAFTA al millor so Slumdog Millionaire
- 2009: Golden Reel Awards als millor efectes sonors per Slumdog Millionaire
- 2013: Oscar a la millor edició de so per Gravity
- 2013: Satellite Award al millor so Gravity
- 2014: Premi BAFTA al millor so Gravity
- 2014: Golden Reel Awards als millors efectes sonors per Gravity